# Buk-myeon, Uljin-gun
Buk-myeon (koreanska: 북면) är en socken i den östra delen av Sydkorea,  210 km öster om huvudstaden Seoul. Den ligger i kommunen Uljin-gun i provinsen Norra Gyeongsang. 
I Buk-myeon ligger Hanuls kärnkraftverk, världens tredje största kärnkraftverk.